# Бура (минерал)
Бура́ (лат. borax, араб. بورق‎, бӯрак) — (англ. Borax) минерал, борат состава Na2B4O7·10H2O (декагидрат тетрабората натрия). Синонимы — тинка́л, боракс.
Кристаллизуется в моноклинной сингонии, моноклинно-призматический. Цвет белый, блеск стеклянный, твёрдость 2—2,5 по Моосу. Плотность 1,71. Спайность средняя по кристаллографическим плоскостям (100) и (110).
Образует короткопризматические кристаллы, по форме напоминающие кристаллы пироксенов, а также сплошные зернистые массы и прожилки в глинистых породах. Типичный минерал эвапоритов. На воздухе обезвоживается, теряя кристаллизационную воду, и покрывается коркой тинкалконита или кернита, либо превращается в них целиком.
Используется как сырьё для получения бора и его соединений, также при аффинаже драгоценных металлов, например во время сплавления золотого порошка (оксида золота) в качестве фильтра для осаждения сторонних примесей.